# 19287 Paronelli
19287 Paronelli è un asteroide della fascia principale. Scoperto nel 1996, presenta un'orbita caratterizzata da un semiasse maggiore pari a 3,1546439 au e da un'eccentricità di 0,1134993, inclinata di 13,01589° rispetto all'eclittica.
L'asteroide è dedicato alla filosofa italiana Fede Paronelli.